# Telefónica
Telefónica je akciová společnost s celosvětovou působností podnikající v oboru telekomunikačních služeb. Sídlo společnosti je v Madridu ve Španělsku.

## Historie
Společnost byla založena roku 1924 pod názvem Telefónica Compañía Nacional de España (CTNE), a až do liberalizace telekomunikačního trhu v roce 1997 byla Telefónica jediným telefonním operátorem ve Španělsku. V roce 2007 udělila Evropská komise Telefónice pokutu ve výši 152 milionů €, protože nedala dostatečný prostor konkurenci na trhu s internetovým připojením ADSL.

## Současnost
V současnosti společnost působí na trzích v Evropě a Jižní Americe, kde nabízí své služby většinou pod značkami Telefónica, Movistar nebo O2. Roku 2009 uzavřela strategické partnerství s čínskou společností China Unicom a nyní vlastní 9,7% jejich akcií. Číňané naopak vlastní 1,4% akcií Telefóniky.

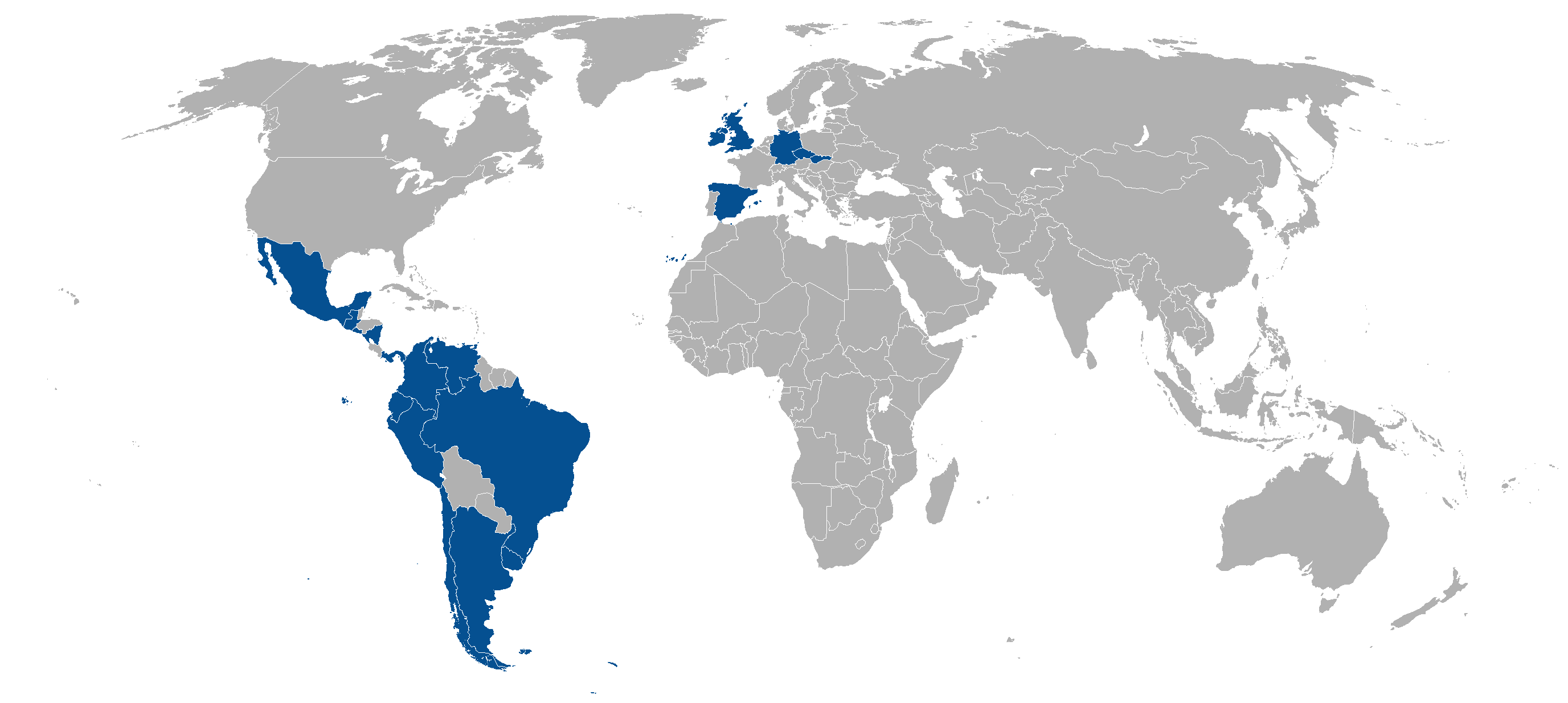
Mapa znázorňuje působení společnosti ve světě.